# Aaron Pierre (színművész)
Aaron Stone Pierre (Bexley, 1994. június 7. –) angol színész. 
Elismerést a Krypton című sci-fi sorozatban (2018–2019) Dev-Em szerepével szerzett. Szerepelt A föld alatti vasút (2021) minisorozatban, valamint az Idő (2021) és a Rebel Ridge (2024) című thrillerfilmekben. Szintén 2024-ben ő alakította Malcolm X-et a Géniusz című minisorozatban, és ő adta a fiatal Mufasa hangját a Mufasa: Az oroszlánkirály című filmben.

## Fiatalkora
1994. június 7-én született Londonban. Jamaikai, curaçaói és Sierra Leone-i származású.
Gyermekként atlétikát és sprintfutást folytatott, tinédzserként a színészet iránt kezdett érdeklődni. A Croydon Young People's Theatre (CRYPT) társulatához csatlakozott, miután környéket váltott. A Lewisham College előadóművészetire járt, majd Torontóban és a London Academy of Music and Dramatic Art-on tanult, 2016-ban diplomázott.

## Pályafutása
Két epizódban szerepelt a BBC One The A Word című sorozatában, valamint Antonius római katonát alakította a Sky Atlantic Britannia című sorozatának első évadában. 2018-ban kezdte el alakítani Dev-Em szerepét a SyFy Krypton című sorozatában. Ugyanebben az évben Cassiót játszotta az Othello című darabban a Shakespeare's Globe színpadán. Alakításáért Ian Charleson-díj különdicséretben részesült. 2019-ben Lenny Henry oldalán a király szerepét játszotta a King Hedley II előadásban a Theatre Royal Stratford East színházban.
Az amerikai rendező, Barry Jenkins az Othello előadásában látta Pierre-t, majd üzenetet küldött neki, meghívva egy meghallgatásra új sorozatához. El is nyerte Caesar szerepét A föld alatti vasút című sorozatban, amely 2021 májusában jelent meg az Amazon Prime Videon. 2021 júliusában Brendan / Mid-Sized Sedan szerepében tűnt fel M. Night Shyamalan Idő című filmjében. 2021 augusztusában bejelentették, hogy ismét együtt dolgozik Barry Jenkins-szel, és ő alakítja majd a fiatal Mufasát a Mufasa: Az oroszlánkirály filmben. 2021 októberében, miután John Boyega családi okok miatt visszalépett, Pierre kapta a főszerepet Jeremy Saulnier Rebel Ridge című filmjében, amely 2024-ben debütált a Netflixen. Ugyanebben az évben szerepet kapott a Foe című filmben is, amely Iain Reid azonos című regényének adaptációja. 2022 februárjában Pierre csatlakozott a Marvel-moziuniverzum részét képező Blade című szuperhősfilm szereplőgárdájához, amelynek premierjét 2025. november 7-re tervezték. Azonban 2024 márciusában, a forgatókönyv újraírásai miatt, kivált a projektből. 2023-ban elnyerte a legjobb férfi mellékszereplőnek járó díjat a 11. Canadian Screen Awardson a Brother című filmben nyújtott alakításáért, ahol Francis szerepét játszotta. 2024 októberében bejelentették, hogy Pierre alakítja John Stewart / Zöld Lámpás karakterét a DC Studios Lanterns című televíziós sorozatában.

## Filmográfia

### Film
| Év   | Magyar cím                | Eredeti cím           | Szerep                      | Magyar hang                          |
| ---- | ------------------------- | --------------------- | --------------------------- | ------------------------------------ |
| 2021 | Idő                       | Old                   | középméretű Sedan / Brendan | Gacsal Ádám                          |
| 2022 |                           | Brother               | Francis                     |                                      |
| 2023 |                           | Foe                   | Terrance                    |                                      |
| 2024 | Rebel Ridge               | Rebel Ridge           | Terry Richmond              | Orosz Ákos                           |
| 2024 | Mufasa: Az oroszlánkirály | Mufasa: The Lion King | Mufasa (hangja)             | Szatory Dávid Borbély Richárd (ének) |

### Televízió
| Év        | Magyar cím          | Eredeti cím              | Szerep                     | Megjegyzés                                            |
| --------- | ------------------- | ------------------------ | -------------------------- | ----------------------------------------------------- |
| 2017      |                     | Prime Suspect 1973       | Terrence O'Duncie          | 2 epizód                                              |
| 2017      |                     | The A Word               | James Thorne               | 2 epizód (2. évad)                                    |
| 2018      | Britannia           | Britannia                | Antonius                   | - 3 epizód (1. évad) - magyar hangja: - Szatory Dávid |
| 2018–2019 | Krypton             | Krypton                  | Dev-Em                     | - főszereplő - magyar hangja: - Konfár Erik           |
| 2021      | A föld alatti vasút | The Underground Railroad | Caesar                     | minisorozat                                           |
| 2024      | Géniusz             | Genius                   | Malcolm X                  | főszereplő (4. évad)                                  |
| 2025      | The Morning Show    | The Morning Show         | Miles                      | főszereplő (4. évad)                                  |
| 2025      |                     | Cartoon Box              | Bob apja, Eckhart          | főszereplő                                            |
| 2026      |                     | Lanterns                 | John Stewart / Zöld Lámpás | főszereplő                                            |